# Tamami the Observer
Tamami the Observer (観測者タマミ, Kansokusha Tamami) est un seinen manga de Hiroto Ida, prépublié dans le magazine Young Ace puis publié par l'éditeur Kadokawa Shoten en trois volumes reliés sortis entre avril 2010 et septembre 2010. La version française a été éditée par Komikku Éditions en trois tomes sortis entre avril 2014 et septembre 2014.

## Liste des volumes
| no | Japonais          | Japonais          | Français          | Français          |
| no | Date de sortie    | ISBN              | Date de sortie    | ISBN              |
| -- | ----------------- | ----------------- | ----------------- | ----------------- |
| 1  | 1er avril 2010    | 978-4-04-715440-7 | 10 avril 2014     | 979-10-91610-47-6 |
| 2  | 2 juin 2010       | 978-4-04-715460-5 | 26 juin 2014      | 979-10-91610-54-4 |
| 3  | 30 septembre 2010 | 978-4-04-715542-8 | 25 septembre 2014 | 979-10-91610-65-0 |

## Réception
En France, pour AnimeLand, « mélange de jeux mortels, d'enquête, de fantastique et d'humour, ce manga propose un récit surprenant marqué par des personnages à la personnalité tranchée ».

### Édition japonaise
Kadokawa Shoten
1. 1 2  (ja) « Tome 1 ».
2. 1 2  (ja) « Tome 2 ».
3. 1 2  (ja) « Tome 3 ».

### Édition française
Komikku Éditions
1. 1 2  (fr) « Tome 1 ».
2. 1 2  (fr) « Tome 2 ».
3. 1 2  (fr) « Tome 3 »(Archive.org • Wikiwix • Archive.is • Google • Que faire ?).